# Le Thil-Riberpré
Le Thil-Riberpré är en kommun i departementet Seine-Maritime i regionen Normandie i norra Frankrike. Kommunen ligger i kantonen Forges-les-Eaux som tillhör arrondissementet Dieppe. År 2022 hade Le Thil-Riberpré 239 invånare.

## Befolkningsutveckling
Antalet invånare i kommunen Le Thil-Riberpré
| Referens: INSEE |